# シル猟兵団
シル猟兵団（独:Schillsche Jäger、「シル義勇部隊」（Schillsches Freikorps）とも）は、第五次対仏大同盟戦争においてプロイセン軍 (Prussian Army) のシル少佐（1776年-1809年）の指揮下、フランスと戦った義勇部隊である。

## 隊史
1809年初頭、スペインにおける民衆蜂起を背景としてオーストリアとフランスの新たな戦争が勃発すると、1807年のコルベルク防衛戦 (Siege of Kolberg (1807)) に参加して人気を博したシル少佐は、遊撃戦を通じてプロイセンをもナポレオン・ボナパルトの支配から解放するべく義勇部隊の結成を決断する。
1809年4月28日、彼は口実を設けて指揮下のフザール連隊とともにベルリンを去り、その意図を発表した。少し後、コルベルク (Kołobrzeg) 防衛戦に参加していた士官らに率いられベルリンの守備隊から500名が合流したものの、期待されていた北ドイツからの参加者は現れなかった。1809年5月5日、この義勇部隊はドーデンドルフで戦う (de:Gefecht bei Dodendorf) 。シルはその後、シュトラールズントの制圧に成功する。
しかし、プロイセン国王と政府から見れば、彼は脱走者であった。そのため、彼は軍事的・政治的な支援は受けられなかった。また期待していた民衆の蜂起は起こらず、イギリスからの増援も得られなかった。約1500名の兵とともに彼はホラント王国のピエール・ジェローム・グラシアン (fr:Pierre Guillaume Gratien) 少将に敗れ、
1809年5月31日、シュトラールズントで市街戦の末に戦死する。
指揮下の士官11名はフランス軍の軍法会議に掛けられ、死刑を宣告されると1809年9月16日、ヴェーゼル (Wesel) で銃殺された。彼らに敬意を表し、1835年にカール・フリードリヒ・シンケルが設計した記念碑がヴェーゼル市内のリッペヴィーゼに設置された。シルに味方して戦ったスウェーデン軍の士官、ペーターソン (de:Friedrich Gustav von Petersson) のために、石碑と銘板がシュトラールズント、クニーパー門 (de:Kniepertor) の、フランス軍が銃殺を執行した現場に設置されている。

## 銃殺された士官

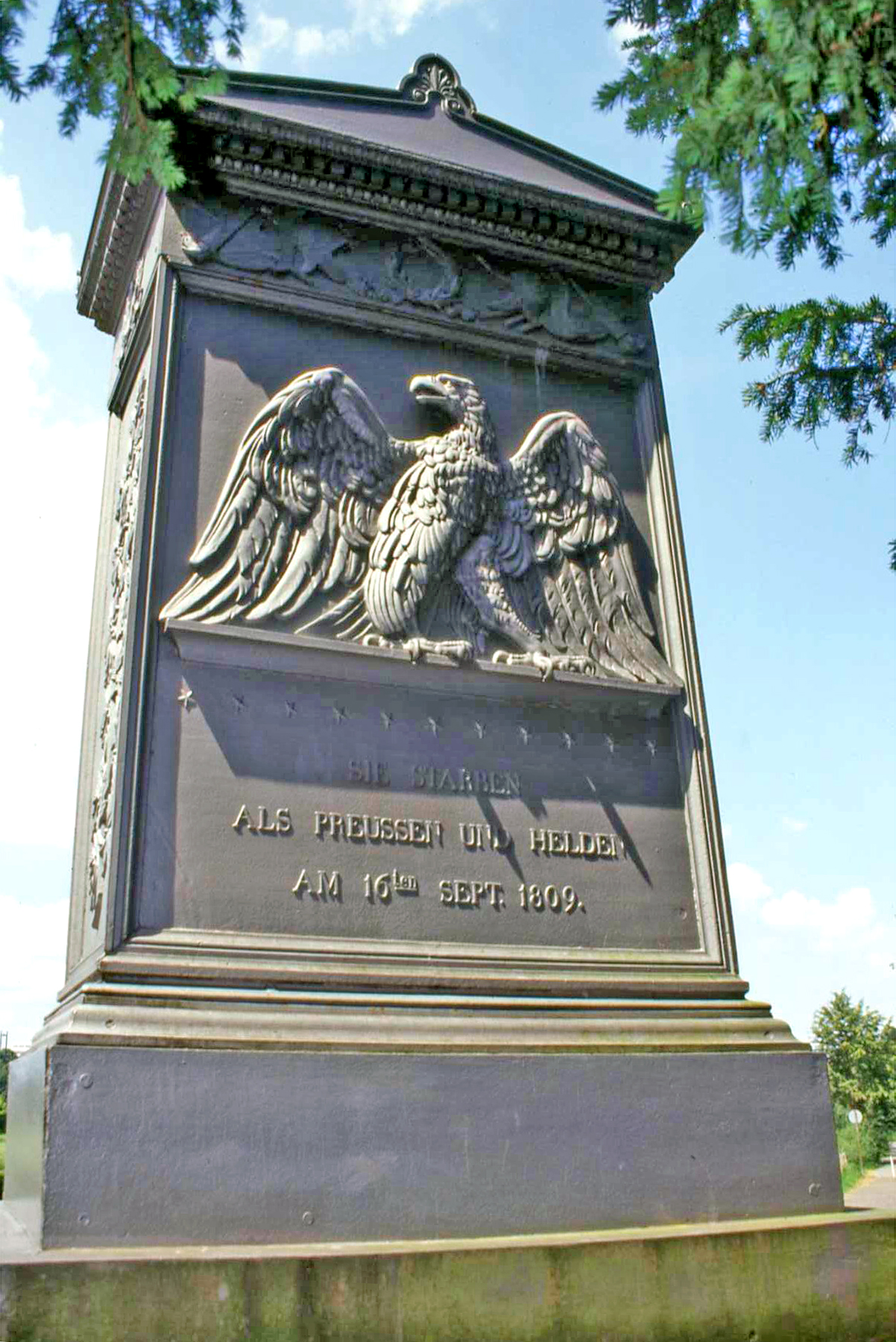
ヴェーゼル市内の、銃殺された11人の士官に捧げられたモニュメント

| 氏名                                                                           | 兵科     | 階級 | 出身地と生年                              |
| ------------------------------------------------------------------------------ | -------- | ---- | ----------------------------------------- |
| フリードリヒ・ヴィルヘルム・フェルゲントロイ (de:Friedrich Wilhelm Felgentreu) | 砲兵     | 少尉 | ベルリン、1786年                          |
| ハンス・フォン・フレミンク                                                     | 歩兵     | 少尉 | グローガウ、1790年                        |
| コンスタンティン・ヴィルヘルム・ギャバン                                       | 歩兵     | 少尉 | ゲルデルン (Geldern) 、1786年             |
| フリードリヒ・フェルディナント・ガレ                                           | フザール | 少尉 | ベルリン、1771年                          |
| レオポルト・ヤーン                                                             | フザール | 少尉 | マッサウ (Massau) 、1778年                |
| カール・フォン・ケッフェンブリンク                                             |          | 少尉 | クリーン (Krien) 、1791年                 |
| アドルフ・フォン・ケラー                                                       | 歩兵     | 少尉 | シュトラースブルク (Strasburg) 、1785年   |
| フェルディナント・シュミット                                                   | 猟兵     | 少尉 | ベルリン、1780年                          |
| カール・フリードリヒ・フォン・トラーヘンベルク                                 | 歩兵     | 少尉 | ラーテナウ、1784年                        |
| アルベルト・フォン・ヴェーデル                                                 | 歩兵     | 少尉 | クリークスドルフ (de:Kriegsdorf) 、1791年 |
| カール・マグヌス・フォン・ヴェーデル                                           | フザール | 少尉 | ブラウスフォート、1786年                  |

## 追悼と顕彰

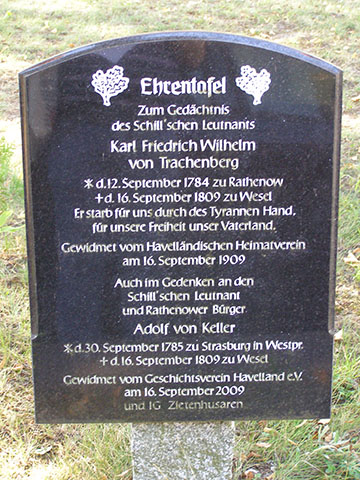
ラーテノウの教会広場にある記念碑

フェルディナント・フォン・シルと並んで11名の士官と、処刑された義勇部隊のその他の所属者にも追悼と顕彰が捧げられている。1835年5月31日、シル猟兵団の処刑された士官11名の命日を追悼し、リッペヴィーゼの処刑の場で、カール・フリードリヒ・シンケルが設計した記念碑の除幕式が行われた。
ブラウンシュヴァイクでは銃殺された所属者14名の記念碑が設置された。ベルリン＝ランクヴィッツ区 (Berlin-Lankwitz) では1935年から1936年にかけて五つの通りが、処刑されたシル猟兵団の士官（フェルゲントロイ、ギャバン、ケッフェンブリンク、トラーヘンベルクとヴェーデル兄弟）にちなんで命名されている。
ラーテノウ (Rathenow) では教会堂内で焼失したエピタフに代わり、1953年から彫刻家、カール・メルテンス (de:Karl Mertens) が制作した銘板がトラーヘンベルクとケラーの両名に捧げられていたが、1990年以降、失われてしまっていた。2009年には新しい銘板が教会広場に設置されている。

## 映像作品
この事件は下記のように、何度も映画化された。
- 1909年: 『ヴェーゼルにおけるシルの士官11名の英雄的な最期』（Der Heldentod der elf Schill'schen Offiziere zu Wesel）
- 1912年: 『シルの士官11名の銃殺』（Die Erschießung der elf Schill'schen Offiziere）
- 1926年: 『シルの11名の士官』（Die elf Schillschen Offiziere）、ルドルフ・マイナート (Rudolf Meinert) 監督作品。
- 1932年: 『シルの11名の士官』、同監督の再制作。

## 文献
- Felix Richard: Das Schicksal der 11 Schill'schen Offiziere, Wesel 1964 (2. erweiterte Auflage)
- Friedrich Karl von Vechelde: Ferdinand von Schill und seine Schaar, books.google.de

## 個別の典拠
1. ↑  シル猟兵団に属する11名の士官の記念碑。Onlineprojekt Gefallenendenkmälerより、2014年4月6日参照。
2. ↑  ブラウンシュヴァイクのシル記念碑。Onlineprojekt Gefallenendenkmälerより、2014年4月6日参照。
3. ↑  ルイーゼンシュタット教育委員会 (de:Luisenstädtischer Bildungsverein) 編、カウパート出版社 (de:Kaupert (Verlag)) 発行、『Straßennamenlexikon』に収録されているフェルゲントロイ通りの記述。
4. ↑  同上、ギャバン通りの記述
5. ↑  同上、ケッフェンブリンク通りの記述
6. ↑  同上、トラーヘンベルクリンクの記述
7. ↑  同上、ヴェーデル通りの記述